# Медфорд-Лейкс (Нью-Джерсі)
Медфорд-Лейкс (англ. Medford Lakes) — місто (англ. borough) в США, в окрузі Берлінгтон штату Нью-Джерсі. Населення — 4264 особи (2020).

## Географія
Медфорд-Лейкс розташований за координатами 39°51′13″ пн. ш. 74°48′42″ зх. д. / 39.85361° пн. ш. 74.81167° зх. д. (39.853649, -74.811665).  За даними Бюро перепису населення США в 2010 році місто мало площу 3,35 км², з яких 3,01 км² — суходіл та 0,34 км² — водойми.

### Клімат
| Клімат : Медфорд-Лейкс | Клімат : Медфорд-Лейкс | Клімат : Медфорд-Лейкс | Клімат : Медфорд-Лейкс | Клімат : Медфорд-Лейкс | Клімат : Медфорд-Лейкс | Клімат : Медфорд-Лейкс | Клімат : Медфорд-Лейкс | Клімат : Медфорд-Лейкс | Клімат : Медфорд-Лейкс | Клімат : Медфорд-Лейкс | Клімат : Медфорд-Лейкс | Клімат : Медфорд-Лейкс | Клімат : Медфорд-Лейкс |
| Показник               | Січ.                   | Лют.                   | Бер.                   | Квіт.                  | Трав.                  | Черв.                  | Лип.                   | Серп.                  | Вер.                   | Жовт.                  | Лист.                  | Груд.                  | Рік                    |
| Середній максимум, °C  | 5,0                    | 5,6                    | 10,6                   | 16,7                   | 22,8                   | 27,8                   | 30,0                   | 28,9                   | 25,0                   | 20,0                   | 12,8                   | 6,7                    | 17,7                   |
| Середній мінімум, °C   | −5                     | −5                     | 0,0                    | 2,8                    | 8,9                    | 13,9                   | 15,6                   | 15,6                   | 11,7                   | 5,0                    | 0,0                    | −3,3                   | 5,1                    |
| ---------------------- | ---------------------- | ---------------------- | ---------------------- | ---------------------- | ---------------------- | ---------------------- | ---------------------- | ---------------------- | ---------------------- | ---------------------- | ---------------------- | ---------------------- | ---------------------- |
| Джерело: Weatherbase   |                        |                        |                        |                        |                        |                        |                        |                        |                        |                        |                        |                        |                        |

## Демографія
Згідно з переписом 2010 року, у селищі мешкало 4146 осіб у 1483 домогосподарствах у складі 1186 родин. Було 1543 помешкання
Расовий склад населення:
| - 97,3 % — білих - 1,0 % — азіатів - 0,5 % — чорних або афроамериканців - 0,2 % — корінних американців |

До двох чи більше рас належало 0,7 %. Частка іспаномовних становила 1,7 % від усіх жителів.
За віковим діапазоном населення розподілялося таким чином: 26,3 % — особи молодші 18 років, 59,0 % — особи у віці 18—64 років, 14,7 % — особи у віці 65 років та старші. Медіана віку мешканця становила 42,3 року. На 100 осіб жіночої статі у селищі припадало 96,4 чоловіків;  на 100 жінок у віці від 18 років та старших — 90,9 чоловіків також старших 18 років.
Середній дохід на одне домашнє господарство  становив 119 988 доларів США (медіана — 100 024), а середній дохід на одну сім'ю — 133 148 доларів (медіана — 111 974). Медіана доходів становила 75 893 долари для чоловіків та 64 464 долари для жінок. За межею бідності перебувало 0,6 % осіб, у тому числі 0,0 % дітей у віці до 18 років та 2,3 % осіб у віці 65 років та старших.
Цивільне працевлаштоване населення становило 2305 осіб. Основні галузі зайнятості: освіта, охорона здоров'я та соціальна допомога — 29,7 %, науковці, спеціалісти, менеджери — 15,0 %, роздрібна торгівля — 9,1 %, фінанси, страхування та нерухомість — 9,1 %.